# ホンダ・インディV8エンジン
ホンダ・インディV8（Honda Indy V8）は、ホンダ・パフォーマンス・ディベロップメントがイルモアと提携してインディカー・シリーズ向けに開発・製造したレシプロエンジンである。

## 概要
2002年のデトロイト・オートショーで発表され、2003年から2011年までインディカー・シリーズで使用し、翌年にはホンダ・インディV6に置き換えられた。エンジンはカリフォルニア州サンタクラリタのHPD動力組立工場とミシガン州プリマスのイルモアで組み立てられた。

## 第1世代（2003年 - 2004年）
ホンダは、 CARTでの成功を経て、2003年にエンジンサプライヤーとしてインディカー・シリーズにデビュー。ホンダ・パフォーマンス・ディベロップメント（HPD）がイルモアの技術支援を受けて開発し、HI3Rと名付けたエンジンの排気量は3.5 Lで、アンドレッティ・グリーン・レーシング、チーム・レイホール、フェルナンデス・レーシング、アクセス・モータースポーツに供給し、ポールポジション3回、ファステストラップ6回、優勝2回という成績だった。2004年には新しいレギュレーションが2004年のインディ500で施行されるまで、HI4Rと名付けた改良型が使用された。

## 第2世代（2004年 - 2006年）
2004年のIRLのルール変更で排気量削減が必要になったことに対応するため、新エンジンを設計し、イルモアによって再び開発され、HI4R-Aと名付け、排気量は3.0 Lで、2004年のインディ500でデビューした。その後、正常進化版のHI5RとHI6Rが登場し、3年間でポールポジション33回、ファステストラップ35回、インディ500での3勝を含む優勝41回を記録。2005年シーズン終了後にシボレーとトヨタがインディカーから撤退した為、2006年から2011年まで独占供給した。
本エンジンは後にホンダ・イルモア・M-TECの3社によりカスタマイズを受け、2006年から2008年にかけてホンダ・HF386Eとしてフォーミュラ・ニッポンにも供給された。

## 第3世代（2007年 - 2011年）
HI7R-HI11Rは、HI6Rの後継として設計された。排気量は2007年より3.5 Lに戻した。2008年ニコンインディ300とインディ500を含むポールポジション・ファステストラップ・優勝86回と成績を残し、2008年から始まったインディカー・シリーズのシャシーおよびエンジン開発の凍結により、2011年まで使用された。燃焼機関は、4ストロークピストンのオットーサイクルだったという。

## 栄誉
2012年2月10日、レースエンジンマガジン誌による「北米レースエンジン・オブ・ザ・イヤー」を受賞した。